# تراغن
تراغن هي واحة في جنوب غرب ليبيا. تقع إلى الشرق من مرزق بحوالي 54 كم، وإلى الجنوب من سبها بحوالي 140 كم، وهناك طرق تصلها بكلا المدينتين. توجد بها آثار قلعة صخرية ترجع إلى عهد ملوك كانم.

## أعلام
- بشير صالح بشير